# Tiridates II de Pàrtia
Tiridates II fou rei de Pàrtia del 32 aC al 29 aC i del 28 aC al 26 aC.
El 32 aC Roma va donar suport a les reclamacions del tron de Pàrtia fetes per un membre de la família arsàcida de nom Tiridates (II), que va entrar al país i fou reconegut rei, però Fraates IV tenia el suport dels escites i es va mantenir a les regions orientals i altres i encara fou capaç d'enviar un exèrcit a Armènia el 30 aC; l'any següent (29 aC) Fraates IV va fer fugir a Tiridates II cap a territori romà (Síria), on l'emperador August no li va voler donar suport directe, però va rebre algun tipus d'ajuda, ja que va tornar a la zona de l'Eufrates i Tigris el 28 aC i va emetre monedes on s'anomena Filiromanos (Philiromaios).
La politica d'August es va dirigir a obtenir un tractat amb els parts pel qual Roma va recuperar les insignies perdudes a la batalla de Carres, i els presoners foren alliberats (tot i que no van tornar a Roma perquè ja s'havien establert a Pàrtia). Això va permetre restablir la influència romana a Armènia i Tiridates en fou la victima, encara que l'emperador mai el va voler entregar a Fraates IV.
| Rebel·lat en el regnat de: Fraates IV | Imperi Part | Rebel·lio dominada per: Fraates IV |